# Laurence Cossé
Laurence Cossé, född 1950 i Boulogne-Billancourt, är en fransk författare.
Cossé har publicerat ett tiotal romaner, en novellsamling och en pjäs. På svenska finns Drömbokhandeln utgiven (Sekwa, 2012, svensk översättning: Marianne Öjerskog). Innan hon blev författare på heltid arbetade hon även som journalist, litteraturkritiker och radioproducent.